# Mechani-Kong
Mechani-Kong (メカニコング, Mekanikongu) est un kaiju qui apparaît en premier lieu en 1967 dans le film La Revanche de King Kong.

## Liste des apparitions
- 1967 : La Revanche de King Kong (Kingu Kongu no gyakushu), de Ishirō Honda